# Ethel Smyth
Ethel Mary Smyth, IPA: /ɛθɛl smaɪθ/, DBE,, född 22 april 1858 i Sidcup, död 8 maj 1944 i Woking, var en brittisk kompositör och förkämpe för kvinnlig rösträtt. Hennes kompositioner består av sånger, pianostycken, kammarmusik, orkesterverk, körverk och operor.
Smyth tenderade att bli förminskad som en 'kvinnlig kompositör', då hennes verk inte kunde godtas som tillhörande mittfåran inom musiklivet. Men när hon åstadkom mer raffinerade kompositioner blev dessa kritiserade för att inte kunna mäta sig med standarden hos hennes manliga kolleger. Trots det blev hon tilldelad den kvinnliga hederstiteln Dame, den första kvinnliga kompositören att få denna utmärkelse.

## Familjebakgrund
Ethel Smyth var det fjärde av åtta barn. Den yngste brodern Robert ("Bob") Napier Smyth (1868–1947), blev så småningom brigadgeneral i Storbritanniens armé. Hon var moster till generallöjtnant Sir Ralph Eastwood.
She föddes i Sidcup, Kent, vilket nu är en del av Londonförorten Bexley. Medan 22 april var hennes riktiga födelsedag brukade Smyth vanemässigt uppge att det var 23 april som firades inom familjen, då den sammanföll med William Shakespeares. Hennes fader John Hall Smyth, som var generalmajor, motsatte sig starkt att hon skulle försöka sig på en musikkarriär. Hon bodde i Frimhurst, nära Frimley Green i många år innan hon flyttade till Hook Heath i utkanten av Woking.

## Musikkarriär

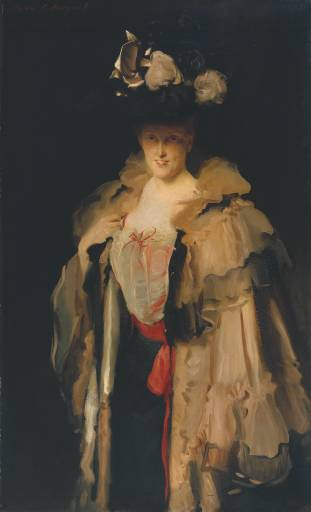
Mrs. Charles Hunter (född Mary Smyth, Ethels syster) målad av John Singer Sargent, 1898

Hon studerade till början privat för Alexander Ewing när hon var sjutton år. Han introducerade henne för Wagners och Berliozs musik. Efter en större uppgörelse med fadern angående hennes planer att ägna sitt liv åt musiken, fick Smyth tillåtelse att börja studera musik vid Leipzigs konservatorium, där hon studerade komposition för Carl Reinecke. Efter ett år lämnade hon studierna, besviken på den låga utbildningsnivån och fortsatte sina musikstudier privat för Heinrich von Herzogenberg. Under tiden vid Leipzigs konservatorium mötte hon Antonín Dvořák, Edvard Grieg och Tjajkovskij. Genom Herzogenberg mötte hon även Clara Schumann och Brahms. Efter hemkomsten till England inledde hon en ömsesidig vänskap med Arthur Sullivan under hans sista levnadsår. Sullivan respekterade henne och uppmuntrade hennes arbete.

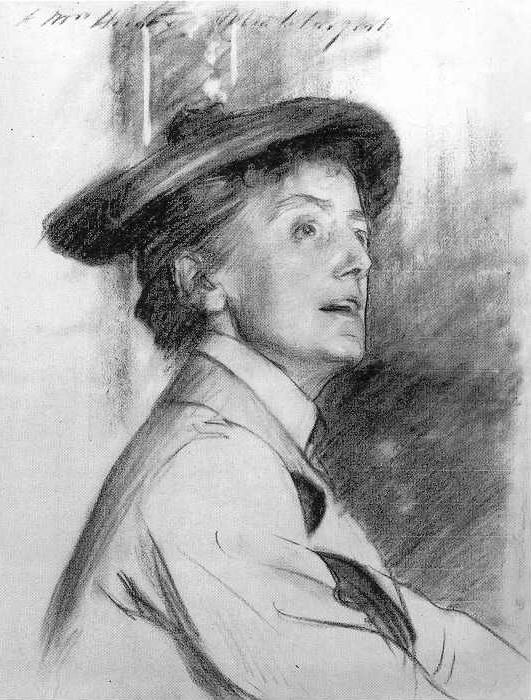
Porträtt av Ethel Smyth, 1901,
John Singer Sargent

Smyths huvudsakliga musikverk består av en kosert för violin, horn och orkester samt Mässa i D-Dur. Hennes opera The Wreckers anses av några kritiker som "den mest betydande engelska opera komponerad under perioden mellan Purcell och Britten." En annan av hennes operor, Der Wald, med premiär 1903, var i över ett sekel den enda opera av en kvinnlig kompositör som sattes upp på New Yorks Metropolitan Opera (tills Kaija Saariahos L'Amour de loin i december 2016).
Den 28 maj 1928 sände BBC två konserter med Smyths musik med anledning av hennes "musikjubileum". Den 
första bestod av kammarmusik, den andra, dirigerad av Smyth själv, av körverk. För övrigt blev Ethel Smyth erkänd väldigt sent i England, vilket dirigenten Leon Botstein skrev när han dirigerade American Symphony Orchestras USA-premiär av The Wreckers i New York den 30 september 2007:
På hennes 75-årsdag 1934 hyllades hennes verk vid en festival under ledning av Beecham, vars finalkonsert avhölls i Royal Albert Hall i närvaro av drottningen. Hjärtskärande nog, vid en alltför sen tidpunkt för att bli erkänd, var kompositören redan totalt döv och kunde varken höra sin egen musik eller publikens jubel.
Hennes sista större verk var den en timme långa sångsymfonin The Prison med text av Henry Bennett Brewster. Den framfördes första gången 1931. Den första inspelningen gjordes 2020 på skivmärket Chandos. Men hon fann ett nytt intresse i litteratur och mellan 1919 och 1940 skrev hon tio framgångsrika böcker, mestadels självbiografiska.

### Kritiskt mottagande
I huvudsak var det kritiska mottagandet av hennes verk blandat. Hon blev ömsom prisad och ömsom kritiserad för att skriva musik som ansågs alltför maskulin för en "kvinnlig kompositör", som kritikerna kallade henne. Eugene Gates skriver att
Smyths musik blev sällan värderad som verk av en kompositör bland andra kompositörer, men som av en "kvinnlig kompositör". Detta tvingade henne ut i periferin av musiklivet och tillsammans med den sexuella estetikens dubbelmoral blev hon dessutom placerad i en dubbelknipa. Å ena sidan, när hon komponerade kraftfull, rytmisk vital musik sas det att hennes verk sakande feminin charm; å andra sidan, när hon åstadkom delikata, melodiösa kompositioner blev hon anklagad för att inte kunna mäta sig med den artistiska standarden hos hennes manliga kollegor.
Andra kritiker var mer fördelaktiga: "Kompositören är en utbildad musiker: det är utbildningen som ger henne kraften att uttrycka sin naturligt inneboende känsla för humor ... Dr Smyth kan sin Mozart och sin Sullivan: hon har lärt sig att skriva musikalisk konversation... The Boatswain's Mate är en av de muntraste, mest melodirika, och mest förtjusande komiska operor som någonsin satts upp på scen."

## Engagemang i suffragetrörelsen

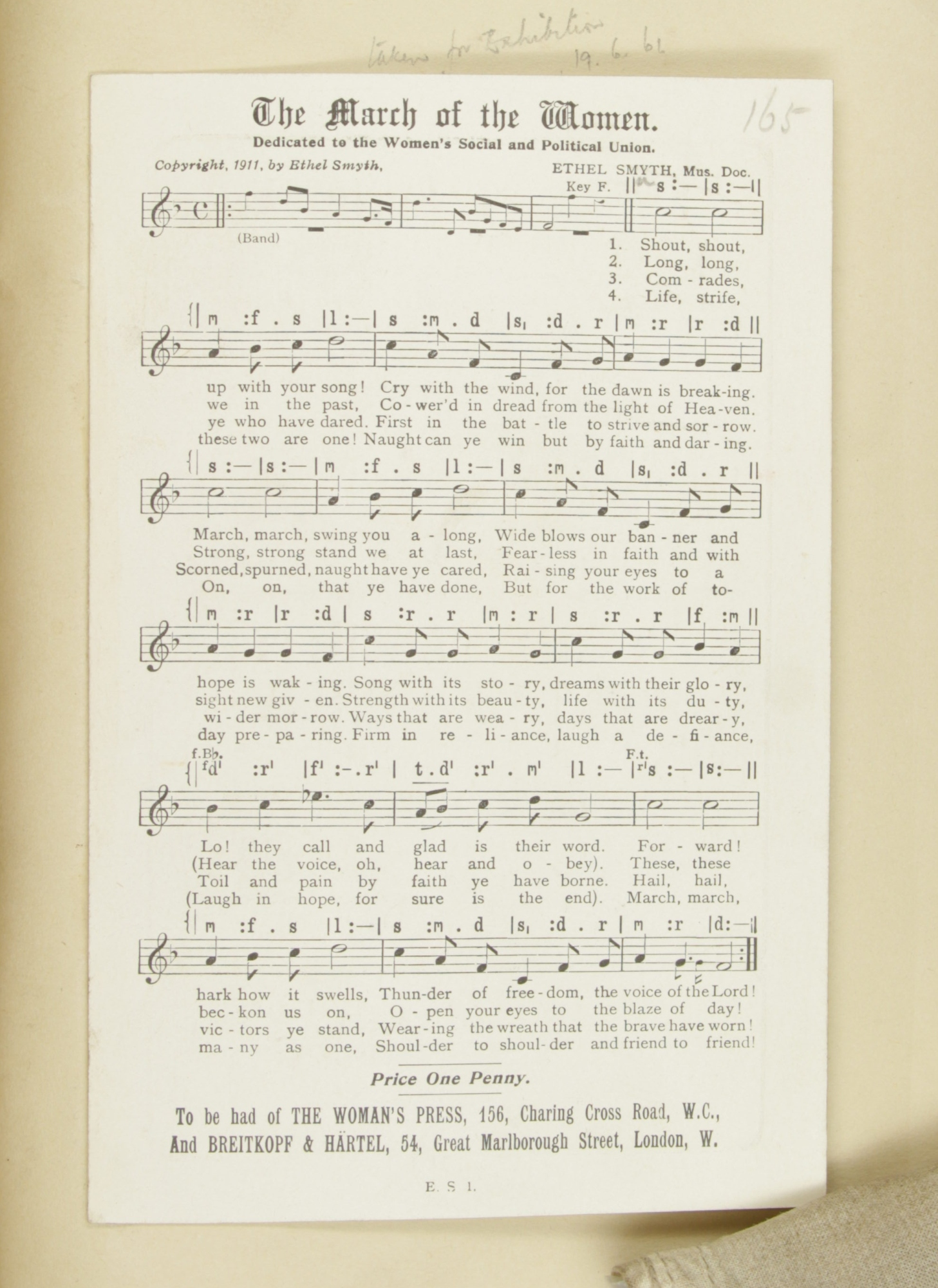
Ethel Smyths March of the Women

1910 gick Smyth med i Women's Social and Political Union (WPSU), som propagerade för kvinnlig rösträtt, och slutade skriva musik under två år för att ägna sig åt rörelsen. Hon medföljde den karismatiska ledaren för WSPU, Emmeline Pankhurst, vid många tillfällen och hennes "The March of the Women" (1911) blev suffragettrörelsens lovsång.
Efter att ha övat att kasta stenar på träd hemma hos suffragettmedlemmen Zelie Emerson uppmanade Pankhurst 1912 WPSU-medlemmar att krascha fönster hos alla politiker som motsatte sig kvinnlig rösträtt. Smyth var en av de 109 medlemmar som hörsammade Pankhursts uppmaning och bad själv om att få bli skickad till statssekreteraren för kolonierna, Lewis Harcourt, som hade sagt att om hans hustrus skönhet och vishet hade funnits hos alla kvinnor skulle de allaredan haft rösträtt.
Smyth betalade halva borgen för Helen Craggs, som hade arresterats på väg att bränna ner ledande politikers hem. Under stenkastningen arresterades Pankhurst och 100 andra kvinnor, och Smyth satt två månader i fängelse på Holloway Prison. När hennes nära vän Thomas Beecham kom för att besöka henne fann han suffragetter marschera i fyrkanter under sång medan Smyth lutade sig ut från ett fönster och dirigerade sången med en tandborste.
I sin bok Female Pipings in Eden skrev Smyth att hennes fängelsevistelse bestod av att befinna sig "i gott sällskap" av förenade kvinnor "gamla, unga, rika, fattiga, starka, svaga" som satte saken att vara fängslad framför sina egna personliga behov. Smyth avslöjade att fängelset var angripet av kackerlackor, till och med i sjukhuset. Hon släpptes i förtid efter ett medicinskt utlåtande om att hon var mentalt instabil och hysterisk. Smyth avlade skriftligt bevis i novemberrättegången mot Pankhurst och andra för uppmaning till våld och hävdade att hon (Smyth) frivilligt hade engagerat sig i aktivism. Hon fortsatte att brevväxla med Pankhurst och när hon hörde att Pankhurst hade försvunnit försökte hon finna ett tryggt ställe för att undvika att hon arresterades på nytt i Skottland.
Smyth motsatte sig starkt det stöd som Emmeline Pankhurst och hennes dotter Christabel gav till hemmafronten under Första världskriget 1914, men hon utbildade sig ändå till radiotelegrafist i Paris. Hennes bräckliga vänskap med Christabel avslutade 1925 och Smyth dirigerade Metropolitan Police Band vid avtäckandet av Emmelines staty i London 1930.

## Privatliv

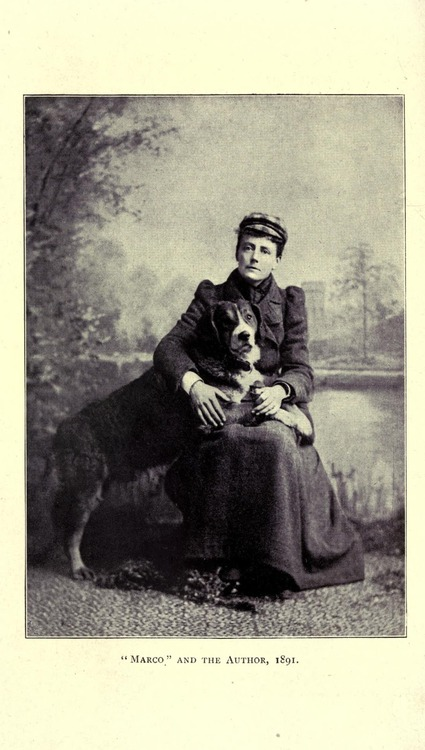
Ethel Smyth med sin hund Marco, 1891

Smyth hade flera passionerade kärleksaffärer i sitt liv, de flesta med kvinnor. Hennes filosofivän och librettisten till flera av hennes operor, Henry Bennet Brewster, kan ha varit hennes enda manlige älskare. 1892 skrev hon till honom: "Jag undrar varför det är så mycket enklare för mig att älska någon av mitt eget kön mer passionerat än ditt. Jag  förstår det inte, ty jag är en till sinnet väldigt sund person." Smyth var vid ett tillfälle förälskad i den gifta suffragetten Emmeline Pankhurst. Vid 71 års ålder blev hon förälskad i författarinnan Virginia Woolf – som själv hade deltagit i den kvinnliga rösträttsrörelsen – vilket både skrämde och roade henne. Hon sa att det var som att "bli fångad av en enorm krabba", men de två blev bara vänner. Smyths förhållande med Violet Gordon-Woodhouse behandlas satiriskt i Roger Scrutons opera Violet från 2005.
Smyth var hela livet ivrigt intresserad av sport. I sin ungdom var hon en hängiven ryttarinna och tennisspelare. Hon var en passionerad golfspelare och medlem av damsektionen i Woking Golf Club nära sitt hem. Efter sin död och kremering ströddes hennes aska ut i skogarna runtom golfbanan, såsom hon utbett sig om, av hennes broder Bob.
Som en erkänsla för sitt värv som kompositör och författare tilldelades Smyth Brittiska imperieorden (DBE) 1922, och blev därmed den första kvinnliga kompositören att belönas med en "Damehood". Smyth blev hedersdoktor i musik vid Durhams universitet och Oxfords universitet. Hon avled 1944 i Woking i en ålder 86.
Hon mötte Willie Wilde, Oscar Wildes broder, under en tågresa.

## Verk i urval

### Operor
- Fantasio (1892–94), komisk opera i 2 akter av Henry Bennet Brewster och Smyth efter Alfred de Musset (24 maj 1898, Hoftheater, Weimar)
- Der Wald (1899–1901), opera i 1 akt av Henry Brewster och Smyth (9 Aaril 1902, Königliches Opernhaus, Berlin)
- The Wreckers (1902–04), opera i 3 akter av Henry Brewster och Smyth (11 november 1906, Neues Theater, Leipzig)
- The Boatswain's Mate (1913–14), komisk opera i 1 akt av Smyth efter W. W. Jacobs (28 januari 1916, Shaftesbury Theatre, London)
- Fête Galante (1921–22), opera ("Dance-Dream") i 1 akt av Smyth och Edward Shanks efter Maurice Baring (4 juni 1923, Birmingham Repertory Theatre)
- Entente Cordiale (1923–24), komisk opera i 1 akt av Smyth (20 oktober 1926, Theatre Royal, Bristol)

### Körverk

#### Religiösa
- Mässa i D-Dur (1891) (18 januari 1893, Royal Albert Hall)
- Five Sacred Part-Songs Based on Chorale Tunes (1882–84)

#### Världsliga
- We Watched her Breathing through the Night (1876), av Thomas Hood
- A Spring Canticle (or Wood Spirits' Song) för kör och orkester (publicerad 1903), arrangemang från Der Wald
- Hey Nonny No för kör och orkester (1910)
- Sleepless Dreams för kör och orkester (1910), av Dante Gabriel Rossetti
- Songs of Sunrise (1910)
  - 1. "Laggard Dawn" för kör, av Smyth
  - 2. "1910" för kör och valfri orkester, av Smyth
  - 3. "The March of the Women" för kör och valfri orkester, av Cicely Hamilton
- Dreamings (1920), av Patrick MacGill
- Soul's Joy (publicerad 1923), madrigal av John Donne, arrangemang från Fête galante
- The Prison (1929–30), kantat för sopran, bas, kör och orkester, av Smyth efter Henry Brewster (19 februari 1931, Usher Hall, Edinburgh)

### Orkestermusik
- Overture to Shakespeare's Antony and Cleopatra (1889) (18 oktober 1890, The Crystal Palace, London)
- Serenad i D (1889) (26 april 1890, The Crystal Palace, London)
- Suite for Strings, Op. 1A (publicerad 1891), arrangemang av Stråkkvintett i E, Op. 1
- Four Short Chorale Preludes for Strings and Solo Instruments
- Two Orchestral Preludes (1929–30)

### Kammarmusik

#### Stråkkvartetter
- Stråkkvartett No. 1 a-moll (1878)
- Stråkkvartett d-moll (1880)
- Stråkkvartett c-moll (1881)
- Stråkkvartett Ess-Dur (1882–84)
- Stråkkvartett C-Dur (1886–88)
- Stråkkvartett e-moll (1902–12)

#### Stråkkvintetter
- Stråkkvintett h-moll (1882–84), 2 satser
- Stråkkvintett E-Dur Op. 1 för 2 violiner, viola och 2 cello (1883)

### Piano
- Sonata No. 1 C-Dur (1877)
- Sonata No. 2 (Geistinger) (1877)
- Sonata No. 3 D-Dur (1877), 2 satser
- Variations on an Original Theme (of an Exceedingly Dismal Nature) (1878)
- Prelude and Fugue for Thin People (c. 1883)
- Svit för fyrhändigt piano (publicerad 1891), arrangemang av "Suite for Strings", Op. 1A
- The March of the Women (1914), arrangemang av sången

### Sånger
- Lieder und Balladen med piano, Op. 3 (c. 1877)
- Lieder med piano, Op. 4 (c. 1877)
- Eight songs (c. 1877)
- Nine Rounds (1878–84)
- Four Songs med kammarensemble (1907)
- "The March of the Women"  med valfritt piano (1910), av Cicely Hamilton
- Three Moods of the Sea med orkester (1913), av Arthur Symons
- Three Songs (1913)

### Skrifter
| - Impressions That Remained: Memoirs (1919) Vol. 1 · Vol. 2 - Streaks Of Life (1921) - A Three-Legged Tour in Greece (March 24 – May 4, 1925) (1927) - A Final Burning of Boats, etc. (1928) - Female Pipings in Eden (1933) | - Beecham and Pharaoh (1935) - As Time Went On ... (1936) - Inordinate (?) Affection: A Story for Dog Lovers (1936) - Maurice Baring (1938), a memoir of Maurice Baring - What Happened Next (1940) |

- The Memoirs of Ethel Smyth (1987)

## Inspelningar
- The Prison Winner, 2021 Grammy® Award Best Solo Vocal Classical (First Grammy awarded for Smyth's Music) Sarah Brailey, Dashon Burton, soloists; Experiential Orchestra and Chorus; James Blachly, Conductor. Steven Fox, Chorus Master, Blanton Alspaugh and Soundmirror, producer. Chandos Records, released August 2020
- The Boatswain's Mate. Nadine Benjamin, Rebecca Louise Dale, Edward Lee, Ted Schmitz, Jeremy Huw Williams, Simon Wilding, Mark Nathan, Lontano Ensemble, c. Odaline de la Martinez. Retrospect Opera RO001 (two CDs).
- Cello Sonata in C minor (1880): Friedemann Kupsa cello, Anna Silova piano; Lieder und Balladen, Opp. 3 & 4, Three Moods of the Sea (1913): Maarten Koningsberger baritone, Kelvin Grout piano. TRO-CD 01417.[28]
- Complete Piano Works. Liana Șerbescu. CPO 999 327-2.
- Concerto for Violin, Horn and Orchestra. BBC Philharmonic, c. Odaline de la Martinez. Chandos Chan 9449.
- Double Concerto in A for violin, horn and piano (1926): Renate Eggebrecht violin, Franz Draxinger horn, Céline Dutilly piano; Four Songs for mezzo-soprano and chamber ensemble (1907): Melinda Paulsen mezzo, Ethel Smyth ensemble; Three songs for mezzo-soprano and piano (1913): Melinda Paulsen mezzo, Angela Gassenhuber piano. TRO-CD 01405.
- Fete Galante: A Dance Dream Charmian Bedford (soprano), Carolyn Dobbin (mezzo soprano), Mark Milhofer (tenor), Alessandro Fisher (tenor), Felix Kemp (baritone), Simon Wallfisch (baritone), Lontano Ensemble/Odaline de la Martinez. Retrospect Opera RO007
- Mass in D, March of the Women, Scene from The Boatswain's Mate. Eiddwen Harrhy, The Plymouth Music Series, Philip Brunelle. Virgin Classics VC 7 91188-2.
- String Quartet in C minor. Maier Quartet. DB Productions, DBCD197
- String Quartet in E minor and String Quintet op. 1 in E Major. Mannheimer Streichquartett and Joachim Griesheimer. CPO 999 352-2.
- Violin Sonata in A minor, Op. 7, Cello Sonata in A minor, Op. 5, String Quintet in E major, Op. 1, String Quartet in E minor (1912): Renate Eggebrecht, violin, Friedemann Kupsa cello, Céline Dutilly piano, Fanny Mendelssohn Quartet. TRO-CD 01403 (two CDs).
- Violin Sonata in A minor, Op. 7: Annette-Barbara Vogel, violin, Durval Cesetti, piano. Toccata TOCN0013 (2021)
- The Wreckers. Anne-Marie Owens, Justin Lavender, Peter Sidhom, David Wilson-Johnson, Judith Howarth, Anthony Roden, Brian Bannatyne-Scott, Annemarie Sand. Huddersfield Choral Society, BBC Philharmonic, c. Odaline de la Martinez. Conifer Classics. (Re-released by Retrospect Opera, RO004.)